# Федоренко Сергій Миколайович
Сергі́й Микола́йович Федоре́нко (нар. 20 вересня 1962, Ніжин, Чернігівська область) — депутат Броварської міської ради VI скликання, голова постійної депутатської комісії з питань розвитку та благоустрою територій, земельних відносин, архітектури, будівництва та інвестицій. Директор Медичного центру Приватного підприємства «Феско». Член Партії регіонів.

## Освіта
З 1979 по 1983 роки навчався у Київському державному інституті фізичного виховання та спорту на спеціальнасті «фізичне виховання та спорт».
З 1995 по 1997 роки навчався у медичному університеті м. Тянь-дзинь у КНР.
З 1997 по 1999 роки навчався у Національному університеті фізичного виховання і спорту України на спеціальності «фізична реабілітація».
З 2001 по 2004 роки навчався в аспірантурі Національного університету фізичного виховання і спорту України, дисертація на тему «Корекція патогенетичних порушень у хворих остеохондрозом хребта методами фізичної реабілітації».

## Трудова діяльність
З 1984 по 1987 роки — директор Броварської районної дитячо-юнацької спортивної школи.
З 1987 по 1988 роки — інструктор-методист Броварської спорт-школи інтернат.
З 1988 по 1992 роки — директор Броварської районної дитячо-юнацької спортивної школи.
З 1992 по 1999 роки — завідувач оздоровчого центру ТОВ «Знання» м. Бровари.
З 1999 по 2007 роки — директор Приватного підприємства «Феско», Бровари.
З 2005 року — офіційний представник в Україні Університетської клініки міста Фрайбург, Німеччина.
З 2005 по 2010 роки — директор КП «Оздоровчо-реабілітаційний центр», Бровари.
З 2010 року — директор Медичного центру ПП «Феско».

## Громадська діяльність
З 1979 по 1983 роки — член Наукового товариства інституту.
З 1987 по 1999 роки — лектор Броварської міськрайонної організації товариства «Знання».
З 1991 року — дійсний член Української асоціації нетрадиційної медицини.
Депутат Броварської міської ради двох скликань: з 2006 по 2010 роки (V скликання) та з 2010 року (VI скликання). У міській раді V скликання був заступником Голови комісії з медичної допомоги, соціального забезпечення та екології, у раді VI скликання очолив комісію з питань розвитку та благоустрою територій, земельних відносин, архітектури, будівництва та інвестицій.
З 2009 року — Заслужений працівник охорони здоров'я України.
Член Партії регіонів[коли?].

## Скандали

### Басейн «Схід»
У 2004 році Сергій Федоренко, нібито користуючись службовим становищем та будучи директором Комунального підприємства «Оздоровчо-реабілітаційний центр», прийняв на баланс басейн «Схід» середньої школи № 9 Броварів, який був відремонтований за кошти держбюджету (було виділено 13 млн грн.). Частина приміщення, у якому розташований басейн, згодом перейшла у приватне користування ПП «Феско» на 49 років оренди.
У січні 2013 року Броварська міжрайонна прокуратура відкрила кримінальне провадження щодо порушення КП «Оздоровчо-реабілітаційний центр» Конституції України та Закону «Про місцеве самоврядування в Україні». Одразу після цього на сайті Броварської міської ради було оприлюднено проект нового статуту підприємства, згідно з яким керівництво підприємства отримує більше повноважень, а спортсмени та школярі Броварів будуть офіційно позбавлені права відвідувати басейн безкоштовно.
Зі слів Олега Лісогора, з 1 липня 2014 року нове керівництво басейну припинило його оренду компанією ПП «Феско».

### Парк «Перемога»
У грудні 2011 року з'явилася інформація про причетність до незаконної здачі в оренду ділянки у парку «Перемога» у Броварах на користь ПП «Феско», що належить Федоренку. Громадськість цього місяця двічі проводила акції протесту проти відчуження ділянки, критикуючи при тому власника «Феско».
29 грудня відбулося засідання Броварської міської ради, на якому Федоренко проголосував за затвердження договору оренди. Цього ж дня Сергій Федоренко звинуватив загальноукраїнські ЗМІ у продажності.
У травні 2013 року навколо ділянки поставили паркан. 25 травня активісти провели акцію, заявлену як суботник, під час якої відбулися бійки та провокації. Серед молодиків, які спровокували бійку, впізнали тих, хто під час передвиборчої палламентської кампанії 2012 року нападав на журналістів під час заходів, організованих Сергієм Федоренком. Зокрема впізнали Олександра Голенка.

### Басейн «Купава»
У 2012 році, за інформацією видання «Наші гроші» з посиланням на «Вісник державних закупівель», з держбюджету були виділені 22,5 млн грн. на реконстукцію басейну «Купава», керівником якого є дружина Сергія Федоренка — Тетяна Федоренко. Станом на лютий 2013 року будівельно-монтажні роботи не завершені, незважаючи на обіцянки Федоренка відкрити об'єкт для відвідування до кінця 2012 року. Окрім того, існують підстави вважати, що після відкриття цей басейн також не зможуть відвідувати незаможні броварчани та спортсмени й інші соціально незахищені групи.

### Парламентські вибори 2012 року
11 квітня 2012 року невідомі, ймовірно працівники Товариства «Червоного хреста», роздавали продуктові пакети у кінотеатрі «Прометей» у Броварах, що містили агітацію за кандидата у народні депутати Сергія Федоренка та логотип ГО «Люди — наше майбутнє». Під час цього були присутні сам Сергій Федоренко та низка керівників владних структур міста Бровари. Під час роздавання, на знімальну групу «Маєш право знати», що проводила розслідування факту, напали невідомі молодики.
У серпні та жовтні 2012 року Сергій Федоренко став об'єктом уваги кампанії «Помста за розкол країни». Активісти систематично поширювали листівки з інформацією про кандидата. 20 жовтня біля кінотеатру «Прометей», під час приїзду до Броварів Прем'єр-міністра України Миколи Азарова, на активістів кампанії та журналістів була скоєна низка нападів невідомими, керівниками міста Бровари та Броварського району, членами Партії регіонів тощо. У приміщенні офіційно відбулась зустріч з педагогами, неофіційно — Азаров представляв Федоренка як кандидата у народні депутати.
У жовтні 2012 року, за півтора тижня до проведення голосування, на громадському маршрутному автотранспорті міста Бровари з'явилися наліпки, що містили незаконну агітацію за Сергія Федоренка.

## Сім'я
- Дружина – Федоренко Тетяна Семенівна, народилася 15 березня 1963 року, директор Фізкультурно-оздоровчого закладу «Плавальний басейн Купава».
- Син – Федоренко Юрій Сергійович, народився 24 серпня 1982 року, відомий як координатор нападників на мирну акцію у парку «Перемога» 25 травня 2013 року.[37]
- Донька – Федоренко Яна Сергіївна, народилася 04 липня 1984 року.
- Батько – Федоренко Микола Костянтинович, Почесний громадянин міста Бровари.